# Trona stercoraria
Trona stercoraria là một loài ốc biển, là động vật thân mềm chân bụng sống ở biển trong họ Cypraeidae, họ ốc sứ

## Phân loài
- Trona stercoraria minima (Linnaeus, C., 1758) [2]
- Trona stercoraria rattus (Lamarck, 1810) [3]
- Trona stercoraria stercoraria (Linnaeus, 1758) [4] (đồng nghĩa: Cypraea conspurcata Gmelin, J.F., 1791; Cypraea fasciata Gmelin, J.F., 1791; Cypraea gibba Gmelin, J.F., 1791; Cypraea ligata Röding, P.F., 1798; Trona tumulosa Hidalgo, J.G., 1906; Trona cineracea Sulliotti, G.R., 1924)

## Hình ảnh

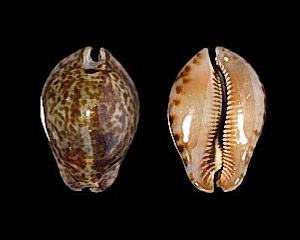
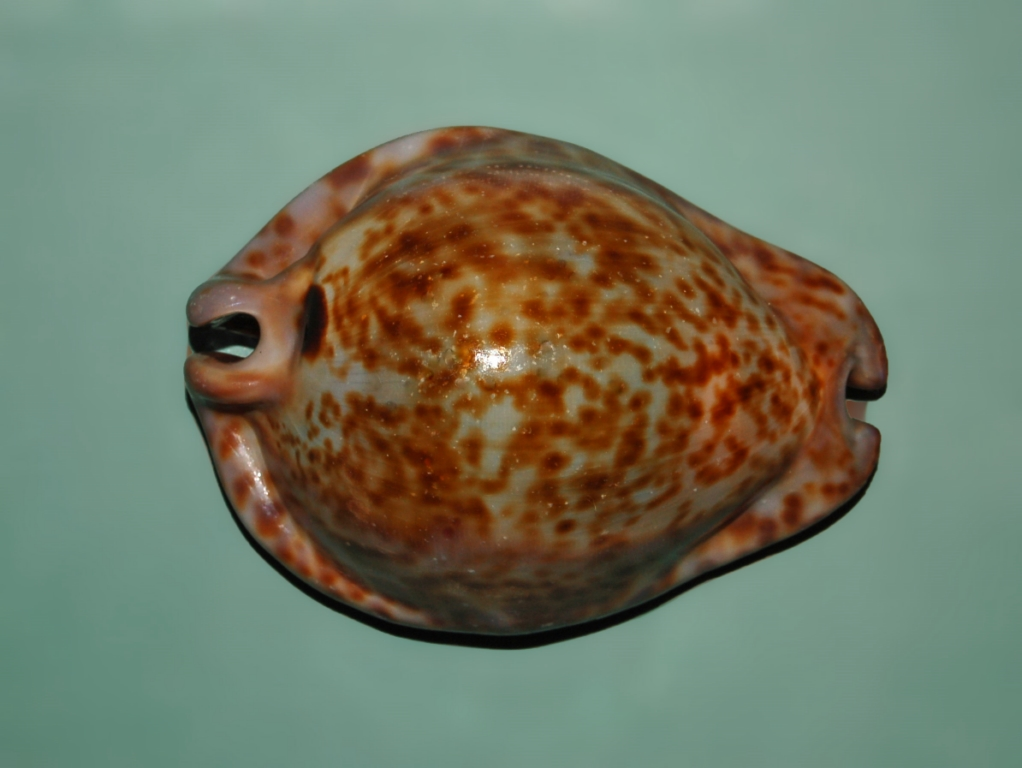
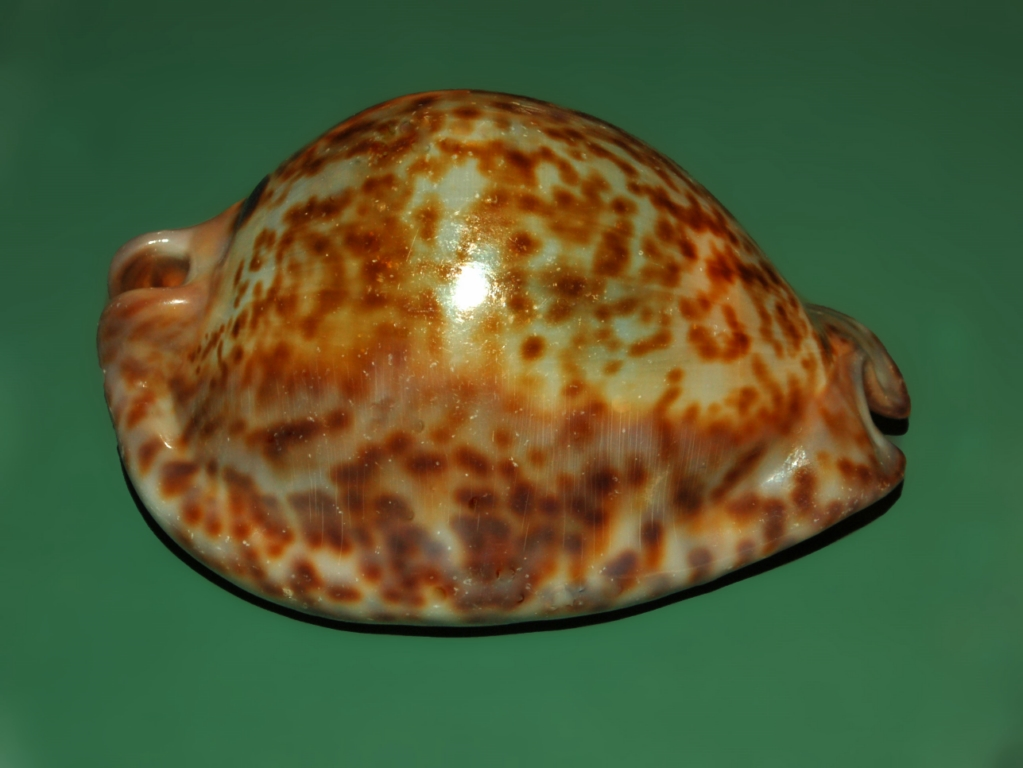
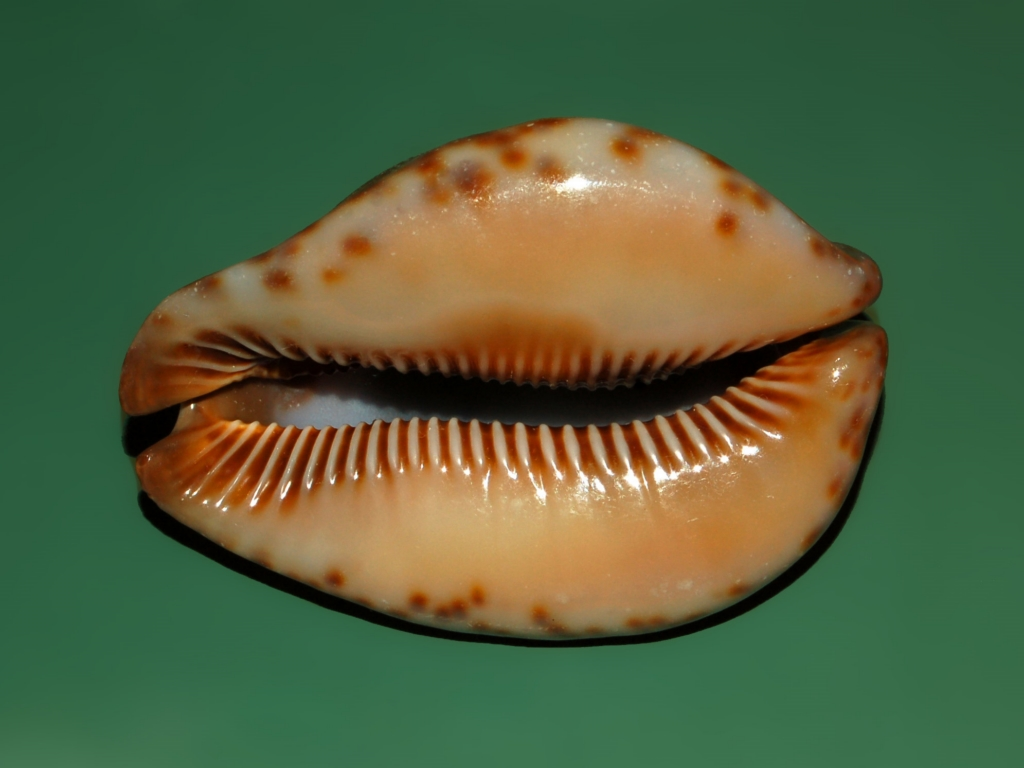